# InformATE
InformATE (Inform Ahora Totalmente en Español) es una biblioteca de Inform (basada en Inform v6.30) para desarrollar una aventura conversacional en español. Fue creada por José Luis Díaz ("Zak McKraken"), y actualmente es mantenida por la comunidad hispana de Aventuras Conversacionales (CAAD). Usando el compilador de Inform, los programas creados con InformATE se pueden compilar para Máquina-Z y Glulx.

## La biblioteca
InformATE soporta el lenguaje español y su gramática durante el juego, pero además traduce el diccionario (palabras y verbos reconocibles) de Inform, sus comandos, meta-comandos, y todos los mensajes de sistema de la Máquina-Z. De hecho, una sección de código InformATE se lee (casi) completamente en español, con algunas excepciones: ciertas palabras reservadas del lenguaje como if, else, switch, class, object, with, has y otras afines permanecen en inglés.
Como puede verse en el ejemplo anterior, InformATE le permite al autor programar en español. Sin embargo, al ser no solo una traducción sino que una reconstrucción de la biblioteca Inform original, InformATE e Inform son incompatibles entre sí, especialmente para versiones posteriores de la biblioteca.
InformATE posee, por otra parte, una colección razonable de bibliotecas (para el uso y movimiento de PNJ, por ejemplo), creadas especialmente para InformATE por la comunidad española de aventuras conversacionales.

## Juegos Creados
InformATE se ha usado para crear más de 80 juegos de Máquina-Z y más de 30 juegos para Glulx.

## Documentación
La principal documentación de InformATE es DocumentatE, documento en HTML basado fundamentalmente en Inform's Designers Manual 4th Edition (DM4).
También existe La Torre un tutorial básico en HTML, así como La Casa, un programa tutorial de ejemplo, basado en versiones incrementales sucesivas.
Adicionalmente, Grendelkhan publicó el Taller Creativo, curso en línea con principios y prácticas para crear una aventura. El curso incluye un ejemplo incremental usando InformATE.

## Para saber más
La página web de InformATE Archivado el 20 de febrero de 2006 en Wayback Machine., actualmente mantenida por Eliuk Blau (con hosting en la web del CAAD) contiene información sobre InformATE, documentación, bibliotecas de expansión y juegos creados.